# Luis Roldán
Luis Roldán Ibáñez (* 16. August 1943 in Saragossa; † 24. März 2022 ebenda) war der erste zivile Direktor der Guardia Civil bei der Transition in Spanien. Er war in einen Skandal um Veruntreuung öffentlicher Gelder verstrickt.

## Leben

### Politische Karriere

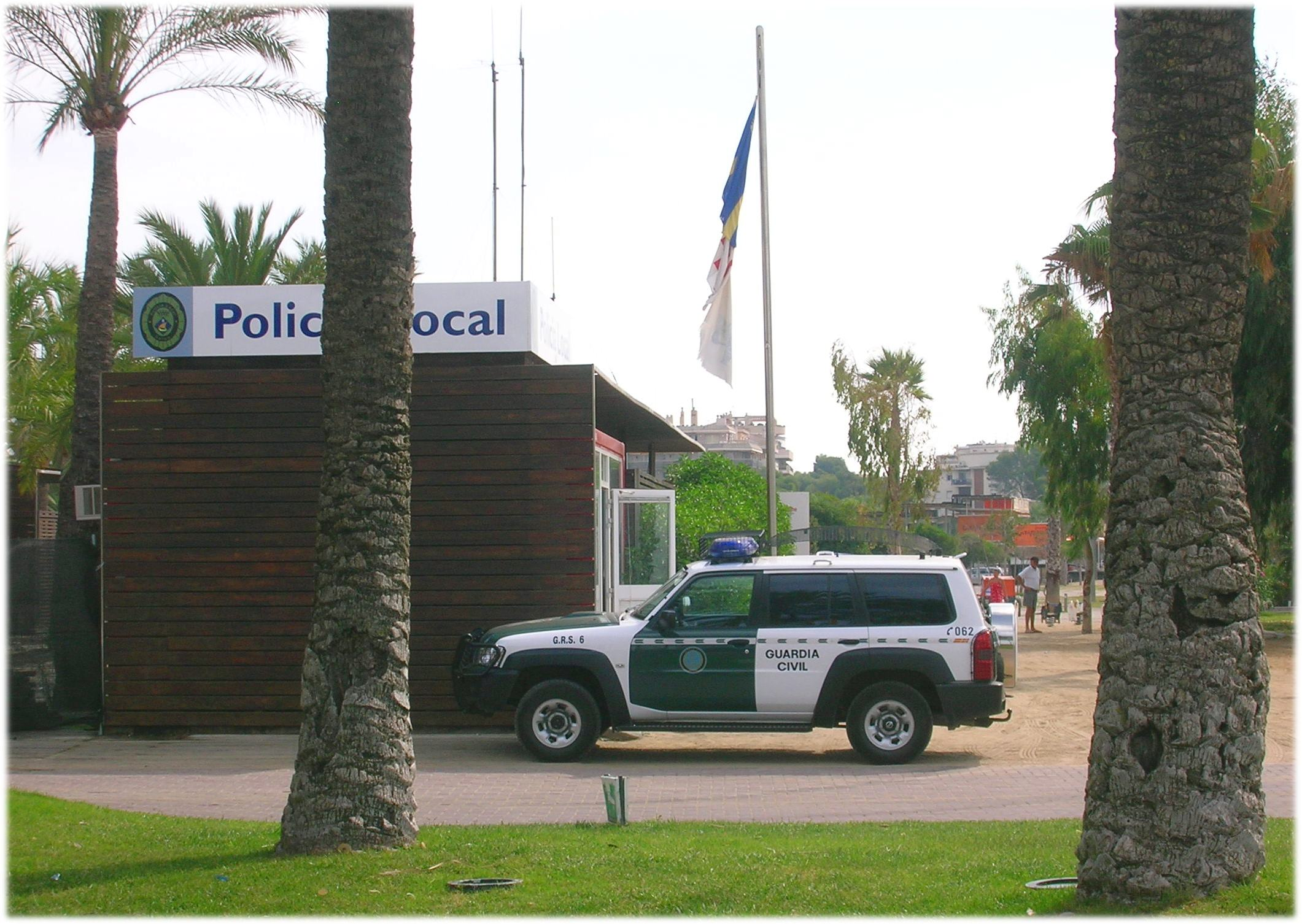
Guardia Civil

Roldán trat der PSOE 1976 in Saragossa bei. 1979 wurde er Teniente de Alcalde (bei Krankheit, Abwesenheit, Rücktritt oder Tod des Bürgermeisters, vertretungsberechtigter Referent) von Saragossa. Am 29. Dezember 1982 wurde er zum Beauftragten der Regierung von Navarra ernannt. In dieser Position zeigte er Erfolge im Kampf gegen die Euskadi Ta Askatasuna. Am 31. Oktober 1986 wurde er durch den Ministerrat der Regierung von Felipe González zum Generaldirektor der Guardia Civil ernannt. Als Erfolg unter seiner Leitung wurde auch die Zerschlagung einer Etagruppe, welche Francisco Múgica Garmendia alias Artapalo leitete, in Bidart gezählt. Roldáns Amtszeit überschnitt sich teilweise mit der Zeit des Staatsterrorismus der Grupos Antiterroristas de Liberación (GAL) von 1983 bis 1987. Ein Mitglied dieser GAL war Francisco Paesa Sánchez.
Als 1988 José Luis Corcuera Innenminister wurde, entwickelte Roldán ein Modernisierungsprogramm für die staatlichen Sicherheitskräfte. Das traditionelle Image des Wächters mit dem dreizackigen Hut, welcher auf der Straße geht, wurde durch den Jungen im Allradantrieb ersetzt. Als Corcuera im November 1993 seinen Rücktritt ankündigte und Roldán Entlassung beantragte, deckte die Zeitschrift Diario 16 Roldáns auffällige Bereicherung während seiner Amtszeit auf.

### Öffentliches Auftragswesen
Diario 16 berichtete, dass Roldán bei einem Gehalt 1993 von 600 000 Peseten monatlich ein Chalet in Cizur Menor in Navarra, eines im Madrider Stadtteil Aravaca, eine Wohnung mit 332 Quadratmetern am Paseo de la Castellana, ein Grundstück in Cambrils und eine Obstplantage in Mequinenza, in La Rioja sowie weitere Eigentumstitel, welche nach seiner Scheidung an seine Frau übergingen, erworben hatte. Am 3. Dezember 1993 endete Roldáns Leitung der Guardia Civil, und er wurde durch Ferrán Cardenal de Alemany, den damaligen Zivilgouverneur von Barcelona, abgelöst.
Am 17. Februar 1994 beschloss die Vollversammlung des spanischen Parlaments einstimmig die Einsetzung einer Kommission zur Untersuchung der Amtsführung von Roldán bei der Guardia Civil. Am 1. März 1994 konstituierte sich diese Kommission und begann am 10. März 1994 ihre dreimonatige Arbeit. Am 21. April 1994 wurde Roldáns Mitgliedschaft in der PSOE vorläufig bis zur Aufklärung des Falles suspendiert. Jorge Esparza Martín, Roldáns Strohmann, erschien vor dem Ausschuss. Die Staatsanwaltschaft begründete mit einer wachsenden Zahl von Verdachtsmomenten am 27. April 1994 bei der Richterin Ana María Ferrer den Antrag auf Einziehen des Reisepasses von Roldán.

### Verhaftung und Prozess
Am 29. April 1994 erschien Roldán nicht, wie in seiner Vorladung verlangt, vor dem 16. Untersuchungsgericht von Madrid, worauf der zuständige Richter einen Haftbefehl gegen Roldán erließ. Die Sicherheitskräfte gaben an, dass ihnen der Aufenthaltsort von Roldán unbekannt sei. Am 30. April 1994 reichte Antoni Asunción Hernández, der Innenminister, seinen Rücktritt ein, mit der Begründung, er würde die politische und technische Verantwortung für die Flucht übernehmen. Ende 1994 veröffentlichte Manuel Vázquez Montalbán einen Pepe-Carvalho-Krimi, welcher den Fall Roldán zum Thema hatte: Roldán ni vivo ni muerto. Roldán wurde wahrscheinlich durch Paesa um einen Teil seiner Beute betrogen. Anschließend gab Paesa der spanischen Polizei den Aufenthaltsort von Roldán bekannt.
Am 27. Februar 1995 wurde Luis Roldán im Transitbereich des Flughafens Bangkok-Suvarnabhumi von der spanischen Polizei verhaftet, wohin er von den laotischen Behörden ausgeliefert worden war. Am 28. Februar 1996 kam Roldán nach einem Flug über Rom in Madrid an und wurde der Richterin Ana Ferrer vorgeführt, welche Haft verfügte. Am 26. Februar 1998 wurde Roldán zu 28 Jahren Gefängnis wegen Veruntreuung, Betrugs, Bestechung und fünf Delikten aus dem Bereich öffentliche Finanzen verurteilt. Darüber hinaus legte die Audiencia Provincial de Madrid ihm eine Geldstrafe von 1600 Millionen Peseten auf und verurteilte Roldán zur Zahlung von zwei Entschädigungen an den Staat in Höhe von 578 und 957 Millionen Peseten.
Im Revisionsverfahren am 21. Dezember 1999 erhöhte der Oberste Gerichtshof die Strafe von 28 auf 31 Jahre. Am 28. Februar 1995 kam Roldán aus Sicherheitsgründen ins Frauengefängnis von Brieva in der Provinz Ávila. Im März 2010 wurde er aus der Haft entlassen. Er starb im Krankenhaus seiner Heimatstadt an den Folgen einer Prostatakrebserkrankung.